# Alverstoke
Alverstoke – dzielnica miasta Gosport, w Anglii, w hrabstwie Hampshire, w dystrykcie Gosport. Leży 36 km na południowy wschód od miasta Winchester i 108 km na południowy zachód od Londynu. W 2011 osada liczyła 4234 mieszkańców. Alverstoke jest wspomniana w Domesday Book (1086) jako Alwarestoch.